# 1-я Иркутская стрелковая дивизия
1-я Иркутская стрелковая дивизия — воинское соединение НРА ДВР.
С 23 по 26 февраля 1920 из находившихся в Иркутске частей Восточно-Сибирской Советской армии образована Иркутская стрелковая дивизия во главе с В. И. Буровым. Дивизия состояла из трёх бригад по три стрелковых полка в каждой. 12 марта в состав дивизии включена Сводная кавалерийская бригада, а 24 марта партизанские отряды, действовавшие у станции Ингода.